# 李欕
李欕（1551年—1594年），字自新，號振盤，福建泉州府南安縣軍籍安溪县人。明朝政治人物、進士出身。

## 生平
出身南安芙蓉李氏。萬曆十六年（1588年）戊子科舉人，十七年（1589年）聯捷己丑科進士，初授廣東揭阳县知县，二十二年（1594年）卒于官。

## 家族
曾祖李夏，乡宾。祖父李毗。父李果錫。